# Elektor

Elektor (tot oktober 2007 in Nederland uitgegeven onder de titel Elektuur) is een tijdschrift over elektronica dat wordt uitgegeven door Elektor International Media bv.
Het van oorsprong Nederlandse tijdschrift verschijnt tegenwoordig ook in een Franse, Britse, Amerikaanse, Spaanse, Italiaanse, Finse, Zweedse, Portugese en Braziliaanse editie en wordt in ruim 50 landen uitgegeven. Het verschijnt zes maal per jaar.

## Geschiedenis
Sinds de oprichting in 1961 door Bob W. van der Horst is Elektor een toonaangevend en vooruitstrevend uitgeefhuis met een grote schare trouwe volgers, met name ook in de professionele sector.
In de jaren 70 en 80 van de twintigste eeuw was het tijdschrift een "must" voor de elektronicaliefhebber. Het tijdschrift was baanbrekend in synthesizers (Formant), microcomputers (SC/MP, de Junior computer, 8052 Basic board etc.), versterkers en luidsprekerontwerpen. Er verschenen ook verschillende speciale uitgaves (bv. de Luidspreker special) over deze onderwerpen. Van een aantal ontwerpen zijn nog steeds speciale sites op het internet te vinden.
Het blad publiceerde ook printontwerpen (PCB's); sommige kant en klaar te koop, maar ook voor zelfbouw met fotokopieën en zuurbaden.
Bekend was de (nog steeds bestaande) vakantie-uitgave de halfgeleidergids met vaak meer dan 100 ontwerpen. Het artikel het lek van Elektuur berichtte over fouten en correcties in de eerder gepubliceerde ontwerpen. Het aantal fouten in de ontwerpen was nogal een discussie bij de gebruikers, zeker bij de "geschoolde" lezers , waar de Elektuur, door de simpele en eenvoudige schakelingen (vaak onterecht) een slechte naam had.
Eind jaren 1980, midden jaren 1990 veranderde de elektronica-industrie en ook Elektuur. Door de komst van diverse componenten (met name IC's) die specifiek voor een bepaalde functie ontwikkeld waren, werden de ontwerpen minder speciaal. Elektuur werd meer een gids over toepassingen en specifieke aanpassingen dan publicist van oorspronkelijke ontwerpen.
Hierna ging Elektor mee met de moderne elektronica waar standaardplatformen zoals de Raspberry Pi gebruikt worden voor specifieke ontwerpen en waar software een belangrijke component is.